# 岡田逸治郎
岡田 逸治郎（おかだ いつじろう、1840年1月24日（天保10年12月20日） - 1909年（明治42年）10月4日）は、明治時代の滋賀県の政治家、諱は久通（ひさみち）。

## 生涯

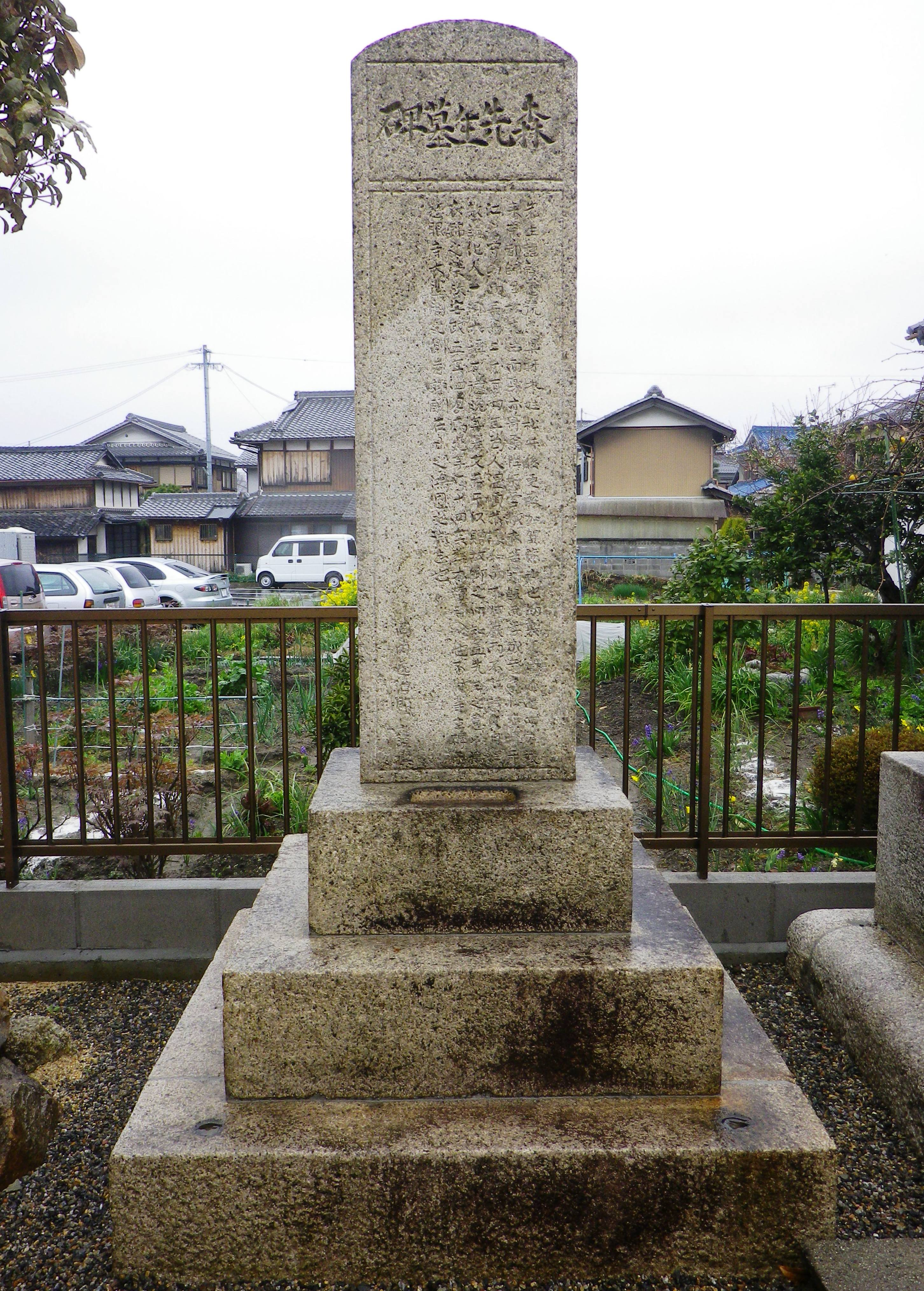
逸治郎建立慈眼寺境内の森唯楽軒碑

### 生い立ち
1840年1月24日（天保10年12月20日）、近江国野洲郡中山道守山宿の加宿吉身郷（現・滋賀県守山市吉身）に住む岡田弥兵衛（諱は久忠）の長男として誕生。岡田家は士格に列し、宮津藩領分庄屋総代を務め、別に種油製造「大黒屋」を営んでいた。
1845年（弘化2年）、森唯楽軒の私塾に入塾。
1852年（嘉永5年）、黒船の浦賀への来航を見るため家出同然に守山を出奔。浦賀より江戸に遊学していたが、翌々年父の遣いにより連れ戻される。
1857年（安政4年）11月、近江国栗太郡辻村の木村重左衛門の五女「たみ」と結婚し、4年後家督を継ぐ。
1867年（慶應3年）、万石総代役に進み、翌年守山宿総代役兼守山宿伝馬所総元締めとなる。

### 明治維新後

#### 石田川開削事業

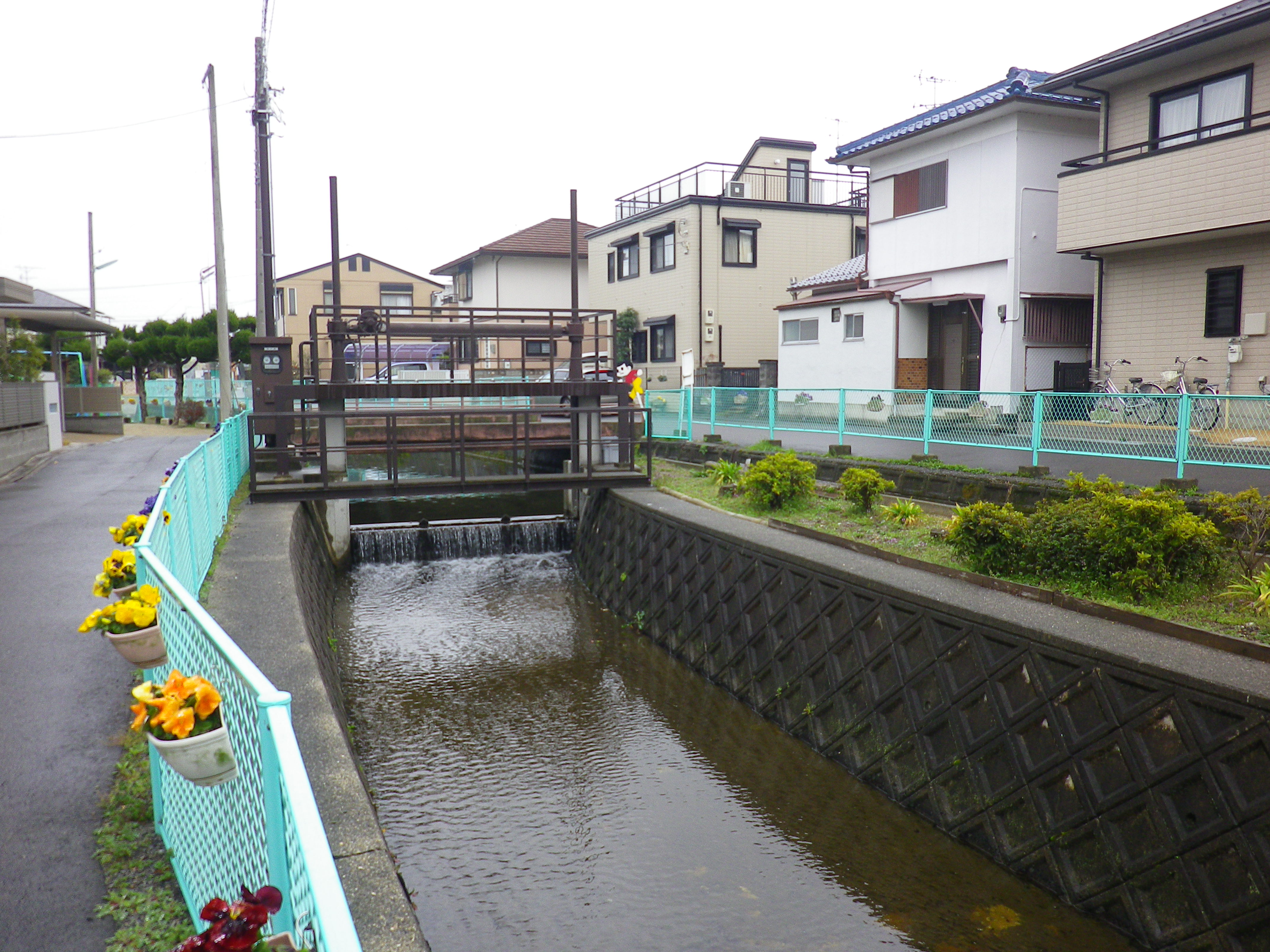
現在の石田川

1869年（明治2年）、太政官駐逓役所よりあらためて守山宿伝馬所総元締役を命じられる。
1870年（明治3年）、運送会社を興すと共に石田川を開削し運河化を行い、内陸より琵琶湖に繋がる水路を設ける。この水路の完成により、守山から野洲川下流の琵琶湖岸赤野井方面まで米穀等を高瀬舟で運搬させ、大津までの水上航路を開いた。なお、石田川水路は開門式運河として規模において比較にならないが、パナマ運河起工に先立つ10年前に完成した。

#### 地租改正
1875年（明治8年）、野洲郡第三区長となり、同年滋賀県出仕として地租改正事務にあたった。地租改正作業に対しては、県内甲賀郡西内貫村・水口村（いずれも現甲賀市）、野洲郡矢島村（現守山市）で町村査定の地価が低く査定されたため県により引き上げが命じられ、1876年（明治9年）1月12日付けの東京日日新聞に長浜在住者からの投書としていい加減な地価査定に対する批判記事が掲載された。この記事に対して2月3日付けの同紙に逸治郎は「県下での実際の方法は、野帳によって地所一筆ごとに所有主を定め、地番・区別・地位・等級・収穫・小作料・地価を詳記せしめ、これを基礎に地位等級表を作成、さらに等級ごとに区別地価などを計算、全村田畑の区別・収穫を決定、この収穫と一般金利を斟酌して地価を起算、全村地価総額をえ、総地価の平均数を反別に応じて各田畑宅地に分賦したものであり、しかも各村の地位等級を定めるにあたり、区長・戸長・老農らを集め、討論・審議させている事実を指摘し、本県の改租方法は周密簡易要をえたもので、さきの批評に対しては、『傍観者当局ノ此心ヲ知ランヤ』」と堂々と反論を行った。

#### 滋賀県政に参加
1879年（明治12年）4月20日、第一回県議会が大津南町顕證寺において開かれ、逸治郎は第一回選出滋賀県会議員64名の一人として参加した。これ以降、1892年（明治25年）4月に行われた選挙まで連続当選を果たした。
翌年1880年（明治13年）6月第二回県会議員に当選した後、同年12月22日に開催された臨時県会において、互選により初代常置委員7名の内の一人に選ばれた。なお、これより明治24年に県議会議長に就任するまで逸治郎は常置委員に選ばれ続けると共に、出納委員・地方衛生会員・商業学校商議員 などの要職を歴任した。
1891年（明治24年）11月17日、通常滋賀県会が開会し逸治郎は第八代滋賀県議会議長に就任以後2期議長を務め、1892年（明治25年）8月17日より翌年6月7日までの間滋賀県立商業（現滋賀県立八幡商業高等学校）学校長も務めた。
1894年（明治27年）3月8日、第3回衆議院議員総選挙に自由党公認候補として当選。これに伴い県会議員職を辞任。第4回・第6回衆議院総選挙にも立候補するが、次点にて落選。自ら60歳を境に隠居し、「想外」と号した。

## エピソード
近江天保義民
逸治郎が数え4歳の1842年（天保13年）10月、幕府の不正な検地に対し近江国野洲郡・栗太郡・甲賀郡の農民4万人が野洲郡三上村に集まり、幕末最大の一揆『近江天保一揆』が起こった。一揆は検地の10万日延期を勝ち取ったが、幕府により一揆参加者へ徹底した弾圧が行われ、多くの関係者が大津の代官所で責め殺され、特に三上村の庄屋土川平兵衛ら一揆首謀者十一人は江戸送りとなり全員が抹殺された。逸治郎が育った守山宿吉身村は一揆中心地に隣接し、多くの滋賀県湖南地区の政治指導者と同様に逸治郎は天保義民の影響を受けたと考えられる。
第一回滋賀県県会
当選議員にとって議会参加は初めてのことで、どう議事を運営したらよいのかわからず、結局時の県令籠手田安定等が講師になり議員に講習会を実施した。議員が議場で発言する場合は、自分のことを“本員”と言う、他人の説に同意する場合は“賛成”、不同意の場合は“反対”と言うことから、“権限”など言葉の解釈まで行われた。
自由民権運動
民撰議員による国会開設がなかなか実現しない中、次善の策として逸治郎等有力滋賀県会議員は県会議員の権限拡張を求めるべく活動した。
1881年（明治14年）11月、関西府県会議員懇親会に滋賀県代表として、逸治郎は川島宇一郎・山岡桃庵らと出席した。帰県後、懇親会出席議員を中心に近江自由懇親会が:開かれ、継いで県会議員の政治活動を県会以外にも広げていこうとする有力議員の意図のもと滋賀共存会が組織化された。第二回関西府県会議員懇親会において、論議を府県会議員の職務上の権限内の事項に絞った議事運営を行う会の姿勢に、滋賀県出席議員は不満とし議員の権限拡張を含む抗議意見書を配布した。この動きは全国的に注目されることとなり、東京においては全国府県会懇親会開催が計画された。しかし、府県会連合の動きを危険視した政府により弾圧が加えられ、この後『①通常府県会の会期延長禁止。②会期内質疑未了案件については内務卿の許可により府県長官による独断執行を認める。また③府県会県議に対し中央政府に何ら影響を及ぼせないことを府県知事・令を通じて徹底させる。』に至り、逸治郎等滋賀有力県議が目指した府県議会議員による議員権限拡張は頓挫した。
滋賀県庁移転問題
1885年（明治18年）頃より大津から彦根への県庁所在地移転運動が、彦根を中心に激しく行われていた。これに対し、逸治郎は県会議長であると共に、県南部出身議員の一人として大津県庁維持派の有力者であった。1892年（明治25年）2月滋賀県庁移転を論ずる議会当日は、抜き身の太刀を持つ壮士等が大挙傍聴人として詰めかけるなど、一触即発の状況にあった。それを聞きつけた内務卿品川弥二郎は、県議会解散を命じ数で勝る移転派を抑え大津県庁を存続させた。
この根底には、長州藩出身の品川が「師である吉田松陰を安政の大獄で死に追いやった井伊直弼の城下への県庁移転は絶対に認めない」との考えがあったとささやかれた。
なお岡田家によれば、当時県庁移転派に雇われたと思われる刀を帯びた人間数名が絶えず逸治郎を尾行し、議会に出席したならば家族に累が及ぶとの脅迫まであったと伝えられる。岡田はこの様なことが世の中に知られたならば議会の恥辱になるとして、平然と議会へ出席すると共に一切他言を行わなかった。しかし、幼子を持つ妻が心配し親類に漏らした結果、それが1885年当時の知事であった中井弘の知ることとなった。中井は時の知事大越亨を介して逸治郎を呼び品川弥二郎への手紙を持たせ、病に罹ったとして議会を欠席し東京に行くよう命じたと伝えられる。逸治郎は品川の私邸に手紙を届けた。逸治郎の議会欠席は記録上確認できる。
大津事件
1891年（明治24年）5月11日、滋賀県大津においてロシア帝国皇太子ニコライが警官津田三蔵により切りつけられた「大津事件」がおきた。事件直後、滋賀県全体でロシア皇太子に謝意を表することとなった。当初は陳謝大使の派遣が検討されたが、直ぐに電報をもってロシア皇室へ慰問を行うべきと決められ、逸治郎等有力県議会議員が発起者となり陳謝の意を込めた電報が、京に滞在中のロシア皇太子宛打電された。その後、逸治郎が県民を代表し、皇太子が滞在する京に伺候し陳謝を行った。
衆議院選挙戦
1894年（明治27年）第3回衆議院選挙の際、自由党 (日本 1890-1898)が岡田逸治郎を擁立し甲賀郡を基盤とする前議員林田騰九郎と激突した。林田は、かって改進党系政社といわれる近江同致会の創立式（明治24年4月）に出席したことがあり、前議会においても改進党に近い立場で活動していた。このような中で、自由党の甲賀郡内での選挙活動には多大な困難をともなった。自由党は、水口町（現甲賀市）において演説会を開催しようとしたが、反対派の妨害のため会場を求められず困惑していた。その時旅館丸金楼の主人が、会場の提供を申し出て、旅館の壁をぶち抜き畳をはずしようやく開催にこぎつけた。しかし、演説会当日反対派の偽電報によって党首板垣退助が来訪できず、他の弁士の演説後事情を説明して明日は必ず板垣が来ることを聴衆に約束した。ところが、翌日反対派が水口駅の人力車を全部借り上げたため、板垣はやむなく草津駅から差し廻しの人力車で来場し演説を行ったと伝えられている。激しい選挙戦の結果、岡田逸治郎は、甲賀郡内で約200票を獲得、二区全体では1,977票となり、1,939票の林田騰九郎を大接戦の末破って当選を果した。

## 家族
- 父：岡田弥兵衛久忠（1805年－1861年）
- 母：高田重蔵の娘（1859年死去）
- 妻：たみ（1864年死去）木村重左衛門五女、1857年結婚
- 妻：いを（1836年－1880年）久保藤左衛門長女、1864年再婚
- 妻：義子（1856年－1942年）阪上亨の妹、1883年再婚
- 次男：岡田国太郎（1860年－1945年）母たみ。医学博士、細菌学者。長男驤は旧制福岡高校（現九州大学）教授、次男弟左。
- 三男：中野善次郎（1866年－1944年）母いを。草津中野傳助の養子となる。栗太銀行専務取締役、滋賀県議会議員・草津町長を務める。（旧姓久次郎）
- 長女：みや（1870年－1917年）母いを。
- 次女：やつ（1872年－不詳）母いを。
- 三女：ふじ（1875年－不詳）母いを。
- 四女：とみ（1877年－不詳）母いを。
- 五男：岡田吉相（1883年－1952年）母義子。医師（京東山松原にて開業）。長男博は名古屋大学医学部名誉教授・愛知医科大学学長を歴任。
- 六男：岡田信（1885年－1946年）母義子。大蔵省官僚、銀行家。東洋拓殖理事、台湾総督府財務局長、北海道拓殖銀行頭取、満州興業銀行頭取などを歴任。
- 七男：岡田満（1886年－1962年）母義子。医学博士、慶應大学医学部初代歯学科教授。
- 八男：岡田渡（1892年－1970年）母義子。

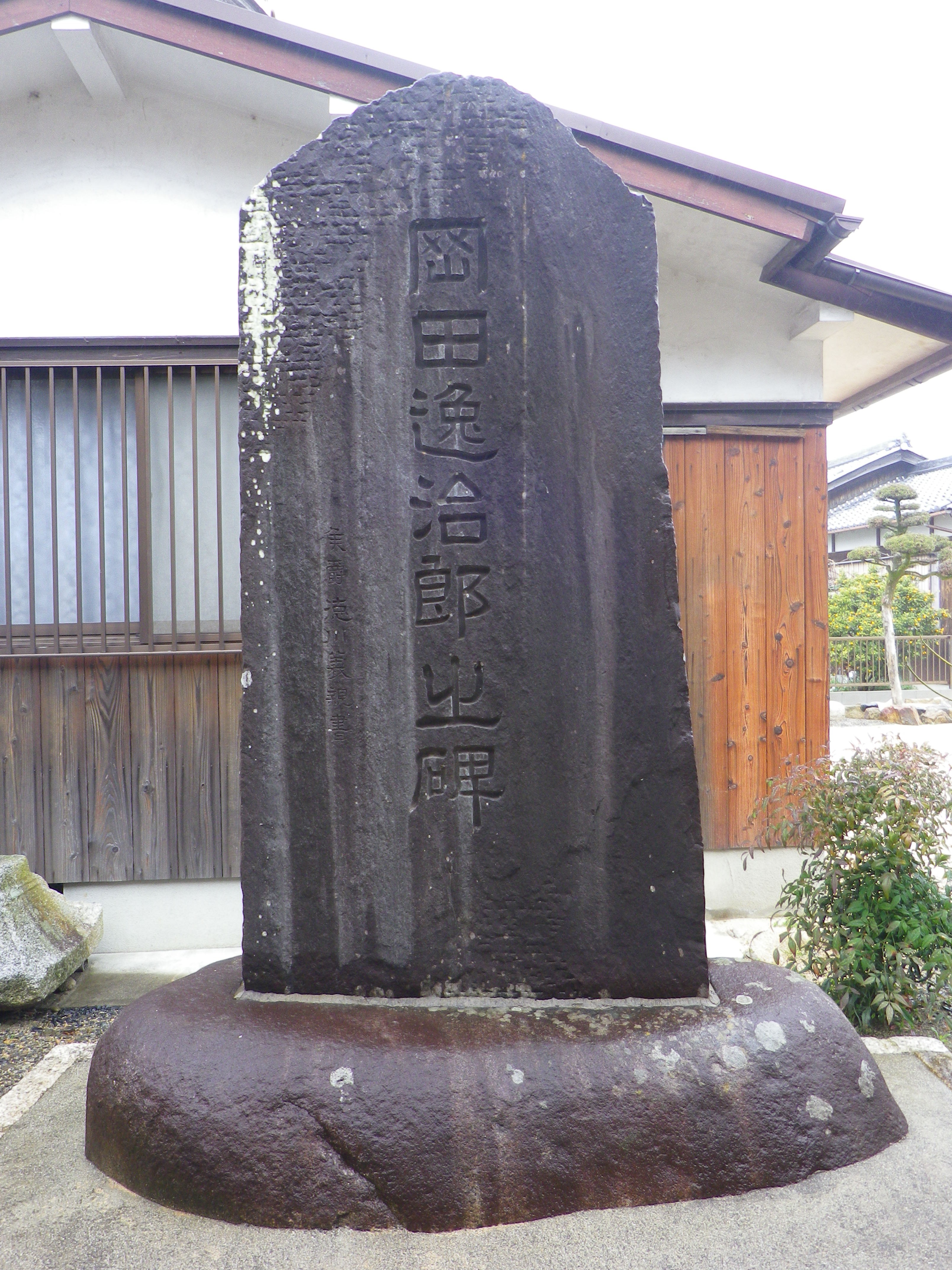
慈眼寺 岡田逸治郎之碑

- 弟：岡田八蔵

## その他
- 法名：靜清院殿想外久道居士
- 墓所
  - 仏日山大光寺 滋賀県守山市守山1-9-23
  - 住吉山（興福院）慈眼寺 滋賀県守山市吉身1-7-30
- 「慈眼寺 岡田逸治郎之碑」